# Mai Nakachi
Mai Nakachi (中地 舞 Nakachi Mai?), född 16 december 1980, är en japansk tidigare fotbollsspelare.
Mai Nakachi debuterade för japans landslag den 5 december 1997 i en 21–0-match Guam. Hon spelade 30 landskamper för det japanska landslaget. Hon deltog bland annat i fotbolls-VM 1999 och fotbolls-VM 2003.